# Epitácio Leite Rolim
Epitácio Leite Rolim (Cajazeiras, 27 de abril de 1929 — João Pessoa, 17 de dezembro de 2010), foi um médico e político brasileiro. Era filho do casal José Leite Rolim e Tertulina Bandeira Rolim.
Foi criado em Cajazeiras e é da tradicional família Rolim. Graduou-se em Medicina, no ano de 1957, pela Universidade da Bahia (atual Universidade Federal da Bahia), tendo realizado a Residência Médica em Salvador, sendo especialista em Ortopedia, Traumatologia e Reumatologia.
Casou-se com a ex-deputada Maria do Rosário Gadelha Sarmento Leite (Zarinha), nascendo dois filhos: Epitácio Leite Rolim Filho e Patrícia.
Como político, ocupou os seguintes cargos:
- Prefeito de Cajazeiras, por três mandatos;
- Vice-Prefeito da referida cidade por vários mandatos;
- Deputado Estadual por duas legislaturas;
- Prefeito de Cachoeira dos Índios, Paraíba, por um mandato;
- Secretário de Estado no Governo João Agripino, ocupando a pasta da saúde;
- Superintendente do 9º Núcleo Regional de Saúde por vários anos;

Faleceu Vítima de um câncer de estômago, em João Pessoa em 17 de dezembro de 2010.